# توپه‌یوو
توپه‌یوو (انگلیسی: Tupeyevo) یک شهرک در شهرستان ایلیشفسکی استان باشقیرستان کشور روسیه است.